# Wolfgang Friedrich Cob von Nüdingen

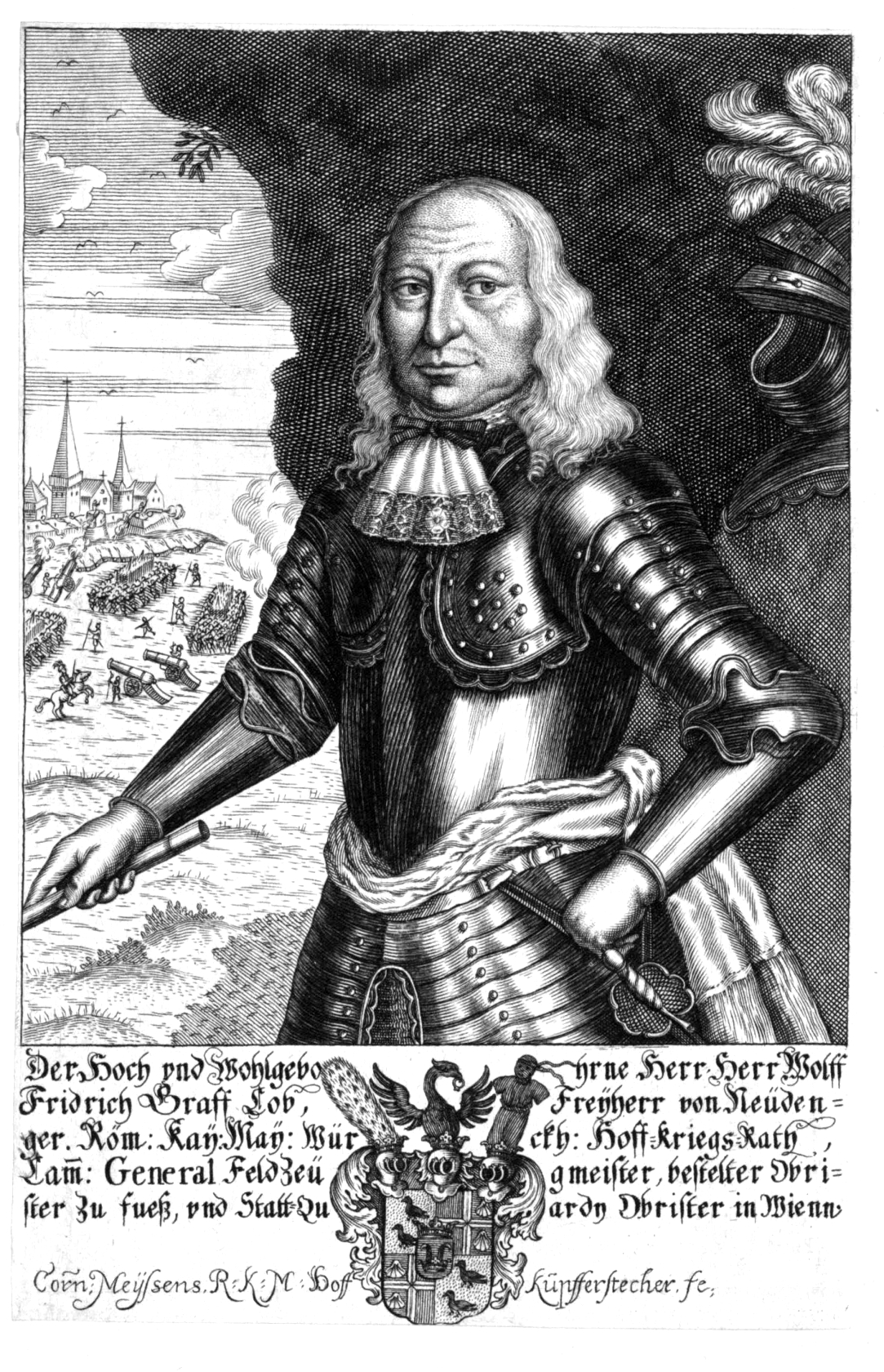
Wolfgang Friedrich Cob von Nüdingen (um 1676).

Wolfgang Friedrich Cob von Nüdingen (* 1610 in Bitburg oder Niederweis; † 1679) war kaiserlicher Generalfeldzeugmeister.

## Leben
Der aus der Bitburger Familie Cob von Nüdingen stammende Wolfgang Friedrich begann seine militärische Laufbahn im Dreißigjährigen Krieg und diente von 1645 bis 1646 als Obristleutnant im Infanterieregiment Gallas. 1656 wurde er in den Freiherren- und am 26. April 1673 in den Grafenstand erhoben. Er war Herr zu Schnellendorf, Terskenitz und Blaschnitz. Philipp Christoph Cob von Nüdingen ist sein Cousin ersten Grades.
Ab 1665 diente er in Prag in der Nachfolge des verstorbenen Jan van der Croon als Stadtkommandant und Vize-Militärkommandant von Böhmen. 1670 wurde er zum Generalfeldwachtmeister befördert. 1671 ernannte man ihn zum Stadtkommandanten von Wien, sein Kommando in Prag übernahm Johann Franz von Kaiserstein. 1672 wurde Wolfgang Friedrich Feldmarschallleutnant, 1673 Verweser der königlichen Gewalt in Ungarn und 1675 Oberkommandeur in Schlesien. 1676 erreichte er als Generalfeldzeugmeister seinen höchsten militärischen Rang.
Möglicherweise anlässlich der Erhebung Cobs in den Grafenstand konstruierte der Universalgelehrte Gabriel Bucelinus die Herkunftslegende, die Cob hätten früher Kräher geheissen, stammten aus Böhmen und seien mit Johann von Böhmen, Graf von Luxemburg, nach Luxemburg gekommen, wo sie Nüdingen zu Lehen erhalten hätten.